# Cantó de La Valeta
El cantó de La Valeta (occità) o de La Valette-du-Var (francès) és un cantó francès al districte de Toló  (departament de la Var) format per  2 municipis: La Valette-du-Var (cap cantonal) i Lo Revèst leis Aigas.

## Història
| Data d'elecció                           | Identitat          | Partit | Qualitat |
| ---------------------------------------- | ------------------ | ------ | -------- |
| 1967-1985                                | Maurice Delplace   | PCF    |          |
| 1985-1998                                | Jacques Roux       | RPR    |          |
| 1998-2004                                | Christianne Hummel | UDF    |          |
| 2004-                                    | Pierre-Louis Galli | UMP    |          |
| les dades anteriors no són pas conegudes |                    |        |          |

| 1962  | 1968   | 1975   | 1982   | 1990   | 1999   | 2006   |
| ----- | ------ | ------ | ------ | ------ | ------ | ------ |
| 8.427 | 12.853 | 16.433 | 20.351 | 23.391 | 25.180 | 25.744 |